# Dr. Martens
Dr. Martens — британский бренд обуви и одежды со штаб-квартирой в Волластоне, Нортгемптоншир. Хотя компания известна своей обувью, она также производит ряд аксессуаров, включая одежду и сумки. Обувь отличается подошвой с воздушной подушкой, формой верха, сварной конструкцией и жёлтой строчкой. Дизайн-студия Dr. Martens находится в Камден-Тауне, Лондон. Компания производит продукцию в Великобритании, Китае, Вьетнаме, Лаосе и Таиланде. Акции компании котируются на Лондонской фондовой бирже и входят в индекс FTSE 250.

## История

### Начало
Ботинки Dr. Martens были разработаны доктором Клаусом Мертенсом (Dr. Märtens (нем.), которому и обязаны своим именем (позже имя Dr. Märtens переделают на английский манер — Dr. Martens (Доктор Мартенс). Доктор Мертенс сконструировал первый прототип в 1945 году, спустя всего несколько недель после окончания Второй мировой войны. Он задумал разработать стабильные ботинки, в которых подошва была бы не такой жёсткой, как у традиционных армейских ботинок, которые ему приходилось носить во время службы. Позже он описал реализацию этой идеи так:

«Неделя как кончилась война. Многие начали грабить. Но в то время, когда все искали ценности, такие, как ювелирные изделия и меха, я выбрал немного кожи, иглу и нитки и сшил пару ботинок с толстой воздушной подошвой, как я себе и представлял».

Этим прототипом Клаус Мертенс заинтересовал своего товарища по Мюнхенскому университету Герберта Функа (Herbert Funck (нем.). Герберт Функ был урождённый люксембуржец, поэтому его не касались торговые ограничения послевоенной Германии. Мертенс и Функ стали партнёрами и начали в 1947 году в городке Зеесхаупт под Мюнхеном производство подошв из нескольких тонн списанной резины немецких Luftwaffe. Также другие составные части обуви были из остатков армейского обмундирования. Стельки были сделаны из погон (эполет), а кожа была взята от кожаных штанов офицерской униформы. Из одной пары штанов шились две пары ботинок. К. Мертенс рассказывал:

«Момент был удачный — после военного времени, проведённого в очень неудобных армейских сапогах и ботинках, люди искали хорошую и удобную обувь».

Ботинки быстро стали популярными, и Мертенс с Функом в 1952 году открыли собственную фабрику в Мюнхене. В 1950-х годах обувь продавалась в 200 различных вариантах, причём основными покупателями, больше 80 %, стали женщины старше 40. В 1959 году фирма рекламирует первый раз идею в интернациональных каталогах.

### Griggs Company и начало 1960-х
Одним из каталогов был «Shoe & Leather News», британский каталог обуви и кожаной одежды. Там реклама привлекла внимание Билла Григгса (Bill Griggs (англ.)), управляющего английской фирмы R. Griggs & Co, который увлёкся идеей немцев. На английском обувном рынке была в то время жёсткая конкуренция, ведущими производителями были «Tuf Boots», и, как многие другие, фирма R. Griggs & Co была в поисках нового конкурентоспособного продукта. Григгс связался с Мертенсом и вскоре купил лицензию на производство мягких подошв. Потом изменил дизайн ботинок (мыскам придали более округлую форму, приподняли бока, прошили по канту крепкой жёлтой нитью), а также доработал подошву, сделав её с тёмными краями и неглубокими протекторами. Всё это до сих пор является фирменным знаком Dr. Martens. Григгс назвал подошву «Air Wair» и создал известный логотип с надписью «With Bouncing Soles» (с пружинящей подошвой). 1 апреля 1960 года первые Dr. Martens, ботинки № 1460, с 8 отверстиями для шнурков, вышли в производство.
Вначале, как и предполагалось, обувь пользовалась большим спросом у солдат, почтальонов, полицейских и фабричных работников. По причине высокой популярности очень быстро был разработан и выпущен вариант ботинок с 3 отверстиями для шнурков. Этот вариант был закуплен Британской Почтовой службой для своих работников. Преимущества этой обуви были огромны. Ботинки были удобны и прочны; кроме того, подошвы были нечувствительны к маслам, бензину и кислотам. Пропитанные особым составом кожаные части не пропускали воду. До сего дня ботинки Dr. Martens сохранили свою форму, но производятся в различных вариантах (размер, высота, цвет).
Первой популярной личностью, надевшей Dr. Martens, был Тони Бенн, социалист, член британского парламента, борец за права рабочих и профсоюзов, таким образом выражая своё единомыслие с пролетариатом. К тому же он был первым, кто использовал Dr. Martens как политический знак. И сегодня много политиков и студентов используют этот символ, выражая этим своё «родство» с рабочим классом. Как элемент моды эта обувь не была конкурентоспособна, потому что как раз в это время Лондон был знаменит как город моды, и рынок переполняли намного более сенсационные модели. Молодёжная культура того времени также отдавала предпочтение другой обуви.

### Skinheads (скинхеды)
«До сегодняшнего дня ещё никто никогда не предлагал рабочему человеку по-настоящему удобных ботинок» — писали британские газеты. Да и тем более что в то время ботинки фирмы Dr. Martens стоили всего 2 фунта стерлингов (сейчас от 100 фунтов). Со временем за обувью этой марки закрепилась и слава лучшей ортопедической обуви в мире, так как гармонично повторяя след стопы, она позволяет навсегда забыть о боли в ногах. Однако уже в 60-е годы новое молодёжное течение — скинхеды — сделало её частью своего имиджа.
Всё изменилось в 1963—1964 годах, когда внутри субкультуры модов произошло раздробление на несколько групп. Появившееся направление «Hard Mods» выделялось своим внешним видом: короткие стрижки с бакенбардами и провокационная одежда, в том числе красные ботинки Dr. Martens. От этой группы произошли первые скинхеды, которые противопоставляли «Summer of Love»-направлению стиль «Proletariers» или «Every-Day-Workers». Этому направлению до сих пор соответствуют традиционные скинхеды.
Одно из первых проявлений скинов как провокаторов имело место во время проведения марша протеста против войны во Вьетнаме в марте 1968 года. Около 150 скинов, одетые в цвета футбольного клуба Миллуолл и высокие ботинки Dr. Martens, мешали проведению мероприятия выкриками и провокациями, направленными против демонстрантов. Скины и с ними Dr. Martens стали очень быстро пользоваться дурной славой. Много молодёжи выделялось агрессивностью и жестокостью, а Dr. Martens со стальными мысками служили им опасным оружием, поэтому нередко конфисковывались полицией (некоторые называли их «боксёрскими перчатками для ног»).

«В списке всех ужасов нации скинхеды стоят где-то между серийными убийцами и бойцовыми собаками. Как будто короткая стрижка и ношение Dr. Martens превращает тебя в какой-то вид опасной внеземной формы жизни». (George Marshall: «Spirit of '69 — Библия скинхедов»)

Скинхеды очень ухаживали за своими Доками, так как, помимо функциональности, в основном, ставка делалась на внешний вид. Ботинки полировали и «антиквировали». Красные ботинки Dr. Martens натирали чёрным кремом для обуви, чтобы обувь бросалась в глаза. Девушки не остались в стороне: Dr. Martens комбинировали с сетчатыми колготками или чулками и стрижкой «feather cut» (стрижка перьями).
С этого началась популярность Dr. Martens в молодёжных субкультурах, продолжающаяся по сегодняшний день. Эра ранних скинхедов закончилась где-то в 1972 году, в основном из-за раздробления. Из движения выделились так называемые Сьюдхеды (дословно: «замшевая голова»), считавшие Dr. Martens слишком неуклюжими и грубыми. Но знакового влияния, как значения символа восставших молодёжных культур, Dr. Martens не потеряли до сих пор.

### Рост популярности в субкультурах
С этого времени обувь кочевала от одного молодёжного течения к другому: хиппи, панки, готы и другие. Мартинсы синего цвета были элементом клубной одежды футбольной команды «Челси» и её фанатов. В 70-80-е годы ботинки Dr. Martens прочно вошли в музыкальную культуру. Пит Тауншенд («The Who»), «The Clash», «Madness», «The Specials», «Depeche Mode» и др. Ботинки «Dr. Martens» стали также неотъемлемой частью грязевых акций (ванн) на фестивале Вудсток и незаменимой обувью участников разнообразных фестивалей, передвигающихся автостопом.
В 1980-е годы ботинки стали носить все представители нового поколения. Шнурки зачастую красили и оставляли не завязанными. Иногда на Мартинсах рисовали логотипы популярных музыкальных групп, хотя обычно их внешний вид был очень простым, лишённым всяких украшений. В 1990-е мода на ботинки DM’s распространилась далеко за пределы Великобритании (в том числе и в Россию). Классикой того времени в женской моде были пёстрые платья с парой огромных ботинок, надетых «на носок».
Большинство родителей девочек во всём мире были в шоке от того, что их дети носят большие ботинки как какие-нибудь скинхеды, но это, скорее, лишь увеличивало популярность «запрещённой» обуви.

### Популярность
Классической моделью фирмы Dr. Martens boots по-прежнему считается 1460. Именно 1 апреля 1960 года с линии сошли первые фирменные 8-дырочные вишнёвые ботинки Dr. Martens boots. К концу 20-го века Dr. Martens boots представляет уже более 3000 разновидностей этой модели. Ассортимент моделей становится всё более разнообразным по цвету, фактуре кожи, форме носа. Но постоянным оказывается фирменное качество и удобство ботинок, гарантированное фирменным стилем от Dr. Martens boots: логотип фирмы, двойные швы, фирменный дизайн подошвы и неизменная жёлтая строчка. У «Мартинсов» есть своя музейная страница. В 1988 году на аукционе в Лондоне за 12 100 фунтов стерлингов председателем «Airwair» Стефаном Григсом были проданы ботинки Элтона Джона, в которых тот снимался в фильме Кена Рассела по мотивам рок-оперы «Томми».
Сейчас эти ботинки находятся в музее обуви в Нортгемптоне. А однажды магазин обуви A. H. Holts продал несколько дюжин ботинок со стальным стаканом «Dr. Martens» японскому дизайнеру, который затем срезал со стакана кожу и продал их за 200 фунтов стерлингов каждую пару.
В некоторые страны DM’s экспортировали нелегально. Зачастую «нелегальные» Мартинсы использовали и для перевозки наркотиков, набивая полости в подошве: подошву вскрывали, прятали туда наркотики и запечатывали обратно с помощью раскалённого ножа. Поэтому даже некоторые официальные экспортные поставки «Dr. Martens» иногда задерживали на таможне для досмотра.